# Kasihan (Ngadirojo)
Kasihan is een bestuurslaag in het regentschap Wonogiri van de provincie Midden-Java, Indonesië. Kasihan telt 2904 inwoners (volkstelling 2010).